# Jizerskohorské bučiny
Jizerskohorské bučiny jsou národní přírodní rezervace, která vznikla 16. srpna 1999 sloučením původních sedmi národních přírodních rezervací Špičák, Stržový vrch, Poledník, Štolpichy, Tišina, Frýdlantské cimbuří a Paličník vyhláškou Ministerstva životního prostředí č. 200/1999. V červenci 2021 se staly první českou přírodní památkou zařazenou na seznam Světového dědictví organizace UNESCO.
Rozkládá se na 27 km², přičemž jádrové oblasti zabírají území o velikosti 950,9252 ha a současně vyhlášené ochranné pásmo 1750,4101 ha. Šest z původních sedmi rezervací vzniklo roku 1960, roku 1965 byla vyhlášena sedmá část. Celá oblast leží v 1. zóně CHKO Jizerské hory. Hlavním předmětem ochrany je poměrně zachovalý lesní porost bez podstatných změn způsobených člověkem. Území je značně rozsáhlé a poskytuje tedy velkou rozmanitost jak v oblasti flory tak fauny. V roce 2019 podala Agentura ochrany přírody a krajiny ČR prostřednictvím Ministerstva životního prostředí ČR přihlášku k zápisu do seznamu UNESCO. Nejedná se však o vyhlášení jednoho izolovaného území, ale o připojení k již existujícím lokalitám chráněným pod názvem Původní bukové lesy Karpat a dalších oblastí Evropy. Tato položka na seznamu světového dědictví zahrnovala ke konci roku 2019 již celkem 78 lokalit ve dvanácti evropských zemích.
Oblast Jizerskohorských bučin je turisty a horolezci velmi oblíbená a je zajímavá především značným počtem skalních útvarů a vyhlídek, které vlivem velké svažitosti terénu poskytují výhled do okolí. Mezi oblíbené patří Jizerskohorské pomníčky, což jsou památky na padlé dřevorubce, na střety mezi pytláky a hajnými nebo na ty, kteří si v horách sami vzali život. Hledání těchto pomníčků patří mezi oblíbené aktivity. Lokalitou prochází naučná stezka Oldřichovské háje a skály, a pak se na území lokality, oblasti Malého Štolpichu, nachází pět ze třinácti zastavení naučné stezky Lesy Jizerských hor.

## Lokalita
Národní přírodní rezervace Jizerskohorské bučiny, ležící v 1. zóně CHKO Jizerské hory, zasahuje na katastrální území šesti obcí - Oldřichova v Hájích, Frýdlantu v Čechách, Raspenavy, Hejnice, Lázní Libverda a Bílého Potoka. Většina území národní přírodní rezervace se rozkládá na lesních pozemcích.

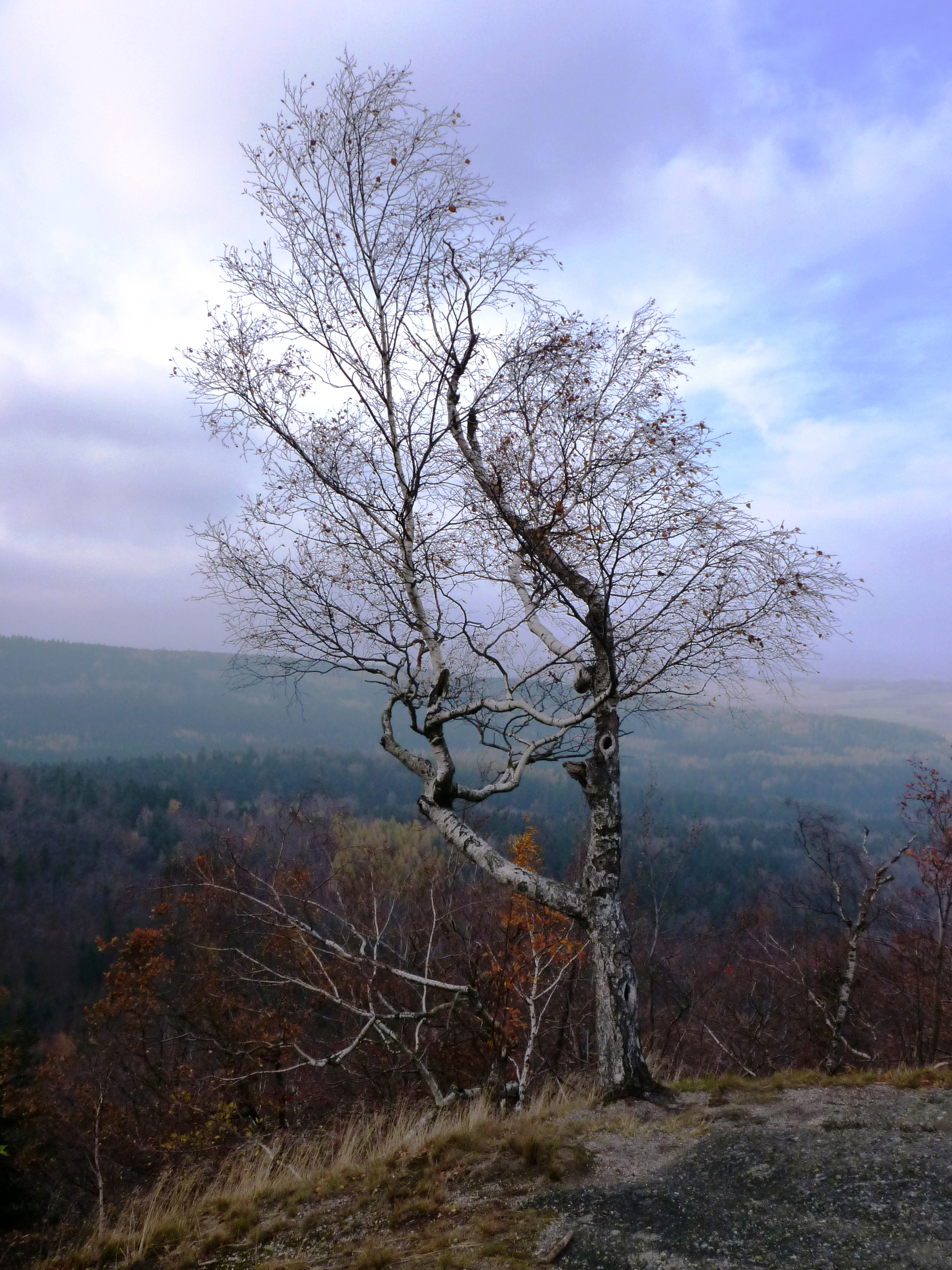
Výhled ze Skalního hradu

Toto výrazně plošně i výškově členité území se rozkládá na severu Jizerských hor. V blízkosti hájovny Dubina se nachází nejnižší bod národní přírodní rezervace s nadmořskou výškou 360 m, oproti tomu na Poledních kamenech se nachází bod nejvyšší (1006 m). Hluboce zaříznutá údolí a skalnaté výběžky jsou pro lokalitu typické. Celé území, jehož průměrné roční srážky se pohybují kolem 1000 mm, je srážkově velmi bohaté a náleží do baltského úmoří. V národní přírodní rezervaci se také nachází největší vodopád Jizerských hor, a to asi 30 m vysoký Velký Štolpich. Šolcův rybník, který je jedinou velkou vodní plochou (7 ha), byl založen již v 17. století.

## Historie
Do Jizerskohorských bučin začal člověk pronikat až ve 14. století. Severní hranice území tak byla během 14. až 16. století vymezena postupem německé obilnářské kolonizace. Západní hranice lesa byla během 14. až 18. století vymezena z liberecké strany. Zásadní vliv na národní přírodní rezervace měli skláři, kteří sem pronikli již v 16. století. Dřevo zpracovávali na potaš a jako palivo do sklářských pecí. Tato jejich činnost byla ukončena na začátku 20. století.

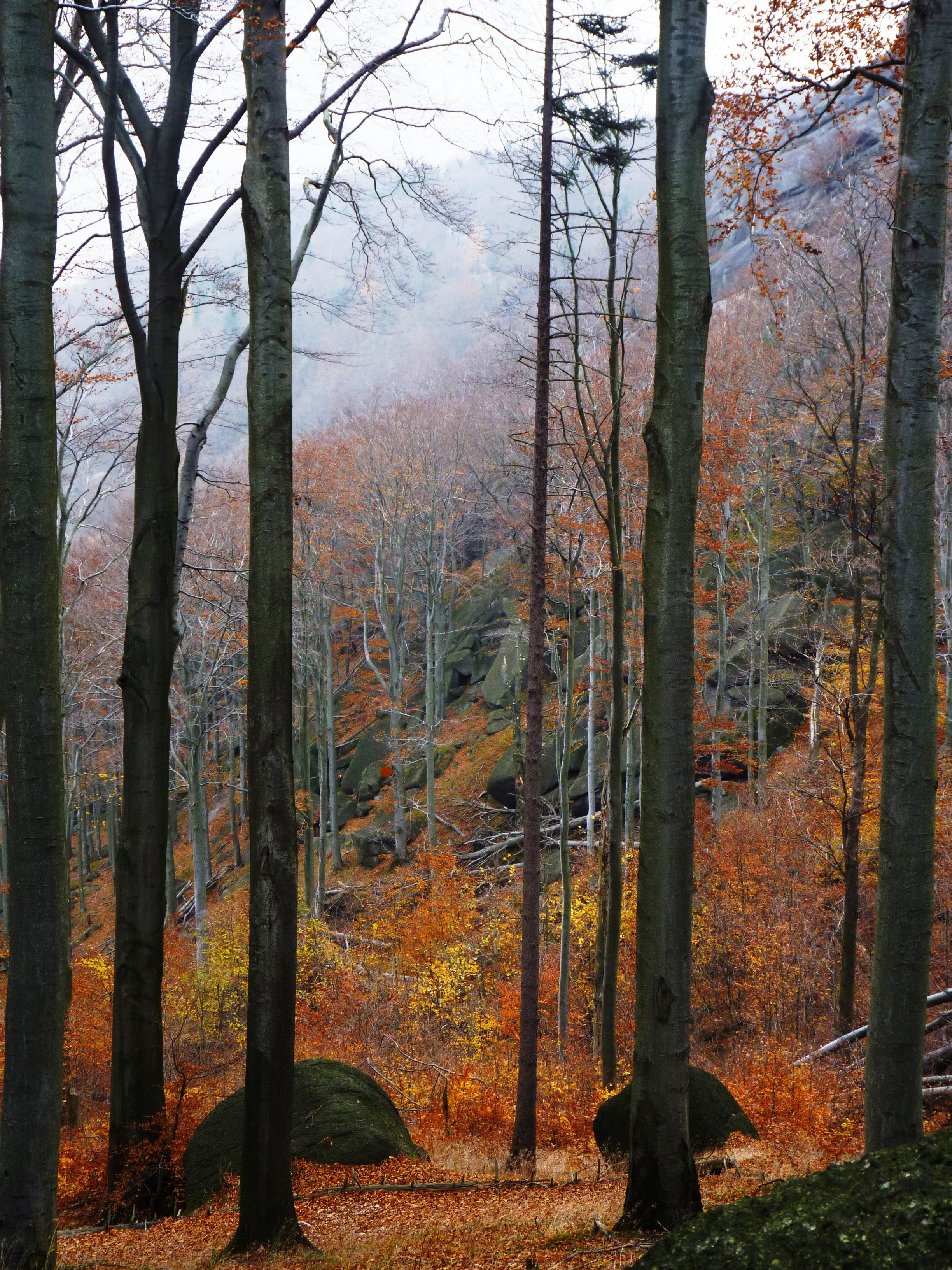
Jizerskohorské bučiny

Vlivem nedostatku stavebního dřeva v Česku i v Německu pronikali na hřebeny hlavně dřevorubci. Následkem dřevařské činnosti, ať již legální či nelegální, je v celých Jizerských horách velké množství pomníčků, připomínajících tragická úmrtí dřevorubců. V oblasti národní přírodní rezervace to jsou památky na Gustava Maiwalda nebo Floriána Krauseho zvaného Wenzerich. Dřevorubecká činnost měla za následek snížení zastoupení smrku a jedle a to hlavně na území dnešní národní přírodní rezervace. Od 16. století se dřevo netěžilo jen jako stavební materiál, ale také jako palivo do raspenavské železárny. V 17. století pak jen krátkou dobu zásobovalo jizerskohorské dříví zbrojní hutě Albrechta z Valdštejna.
Dalším, na dřevo náročným provozem, se stala koncem 18. století papírna ve Ferdinandově. V této době se také, vlivem zvýšené poptávky po dříví, zavádí holosečné lesní hospodářství. V této době začíná distribuce smrku z jiných oblastí a vznik monokultur. Následkem rozvoje průmyslu je v 19. století rozšířena síť silnic například o Smědavskou či Štolpišskou silnici. V první polovině 20. století pak vznikla velmi známá vrstevnicová cesta Viničná. Z konce 30. let 20. století pochází bunkrová linie, která zasahuje do západní části národní přírodní rezervace.
Složení dnešní fauny se v národní přírodní rezervaci zachovalo již od období asi před 7 tisíci lety, až na výjimky, jakými jsou např. velké šelmy vyhubené člověkem.

## Geologie
Krkonošsko-jizerský masiv tvoří podloží národní přírodní rezervace s výjimkou malé části v okolí chaty Hubertky, která je na podloží svoru a ortoruly. Obě části náleží do lugické oblasti Českého masivu. Národní přírodní rezervace se nachází na severním okraji západní části plutonu a jeho mocnost je okolo 4–5 km.

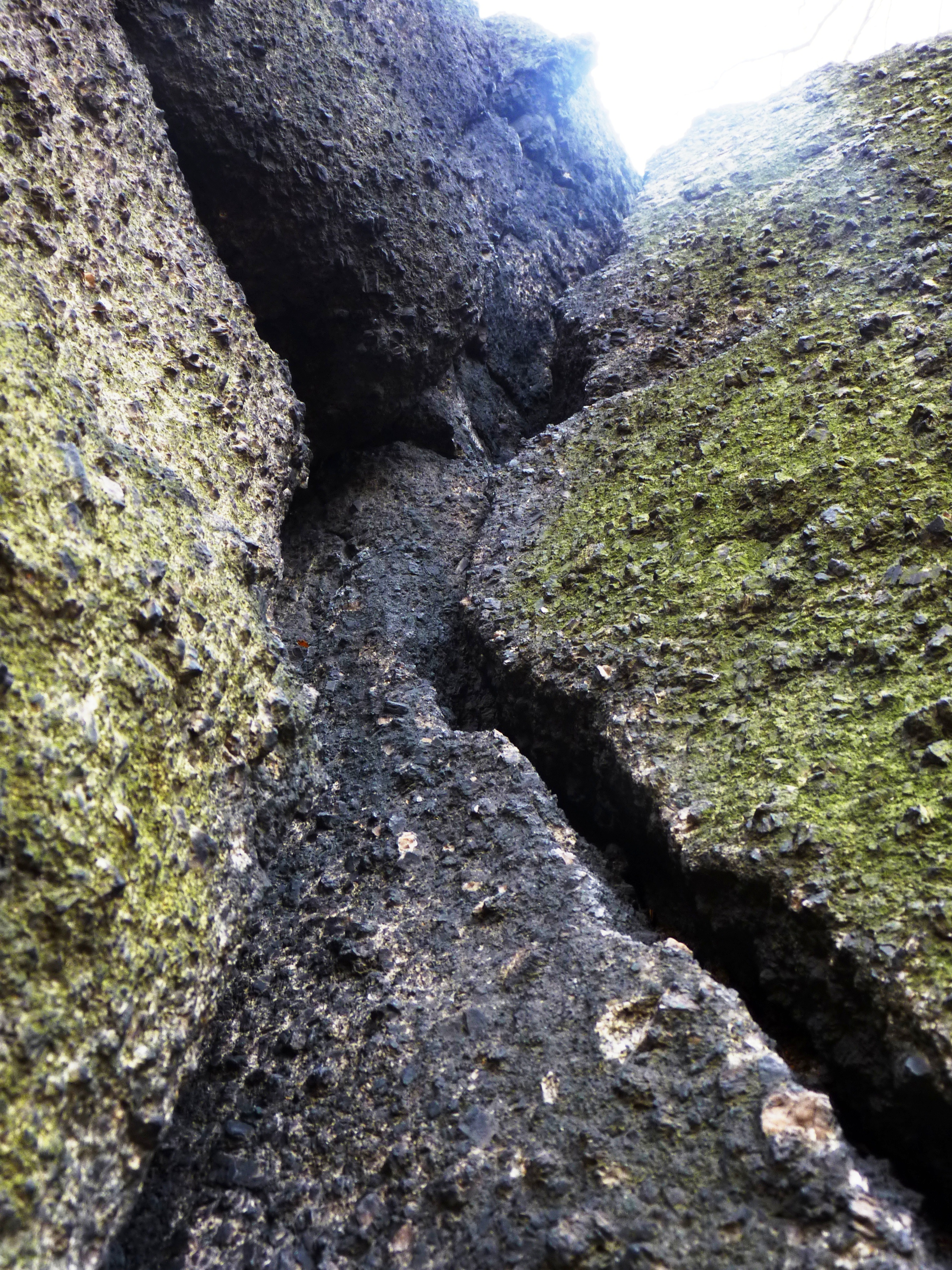
Popraskaná skála na lokalitě

Před asi 325 mil. let, během sudetské fáze hercynského vrásnění, vystoupilo žulové magma z hlubin. V oblasti se vyskytují dva typy žulových hornin a to z větší části výrazně porfyrická středně zrnitá žula až granodiorit, která obsahuje až 10 cm velké vyrostlice ortoklasu. Druhým typem je známá „liberecká“ žula, která je hrubozrnná, porfyrická a obsahuje červené ortoklasy a těžila se např. v lomu na Oldřichovském sedle.
Morfologii krajiny ovlivnilo chladnutí žulového tělesa, kterým se vytvořila síť trhlin v SZ – JV a SV – JZ směru. Některé trhliny byly posléze vyplněny lamprofyry či aplity. V 16. – 17. století se zde těžil hematit.
Ke zdvihu bloku Jizerských hor došlo během saxonské tektoniky asi před 23 mil. let (přelom starších a mladších třetihor). Během halštrovské a sálské doby ledové pronikl kontinentální ledovec až na území Jizerských hor. V tzv. periglaciálním klimatu vznikly některé útvary jako kary, nivační kary atd.

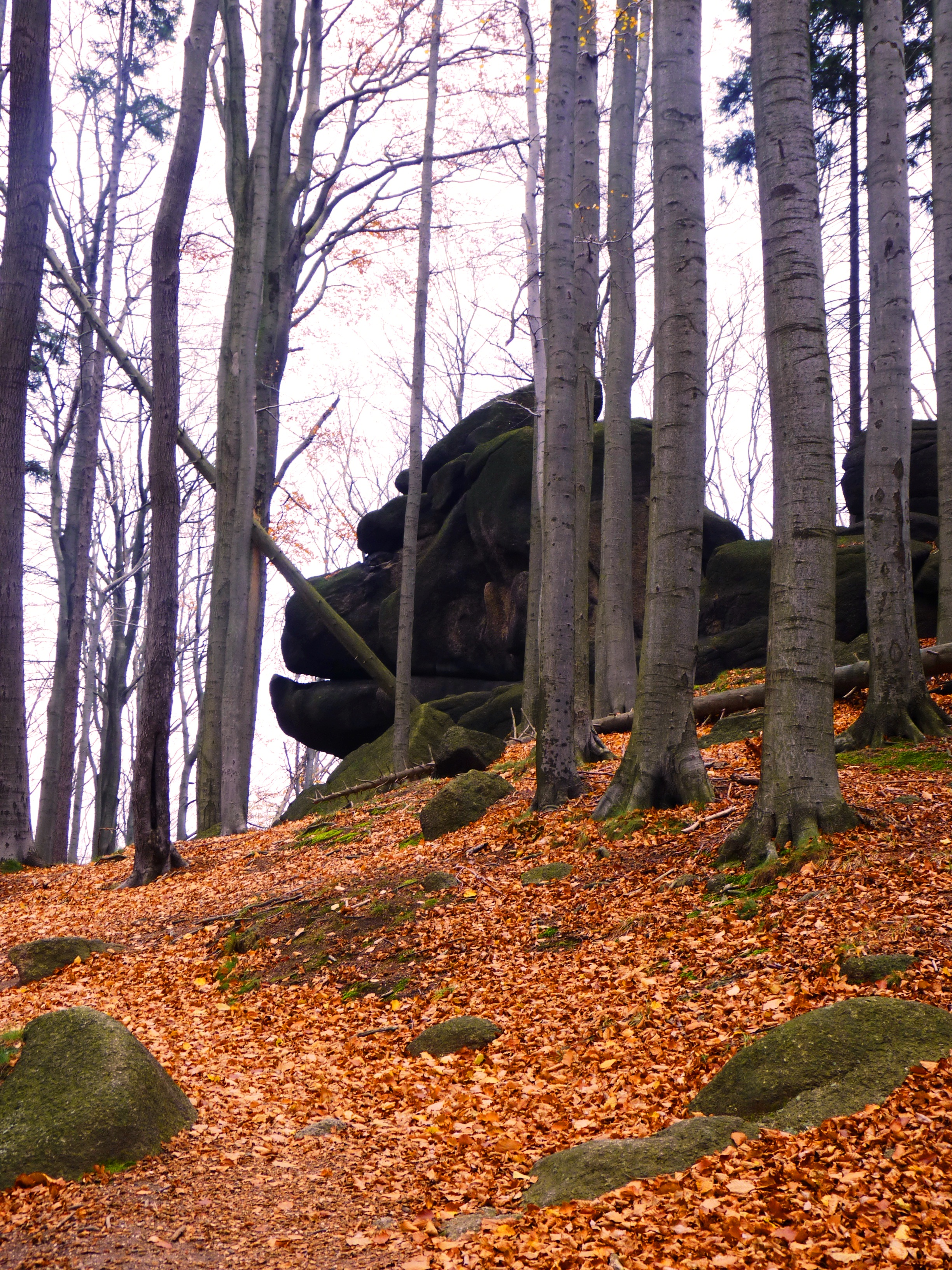
Skalní útvar Gorila

Skalní města, věže či hradby vznikaly v důsledku zvětrávání již od konce třetihor. Destrukcí těchto útvarů (odlučnost desková, lavicovitá či kvádrovitá) vznikly sutě. Dalšími útvary vzniklými zvětráváním jsou viklany, hřiby či skalní mísy, vyskytující se na většině skal. Vývoj těchto útvarů spadá většinou do holocénu a náleží kombinovanému zvětrávání.
Zdejší půdy jsou lehké, s poměrně vysokým obsahem nekvalitního humusu a nízkým obsahem jílových částic. Vzhledem k půdotvornému substrátu mají silně kyselé pH (pod 4,5). Vzhledem k velké členitosti terénu území je hloubka profilu velmi proměnlivá a půdy obecně snadno podléhají erozi a jsou citlivé např. na změnu kultury či nevhodné budování cest. Stupněm vyluhování jsou rozdílné tři zde se vyskytující půdní typy a to hnědá půda horská, hnědá půda podzolová a humusoželezitý podzol.

## Předmět ochrany

### Flóra

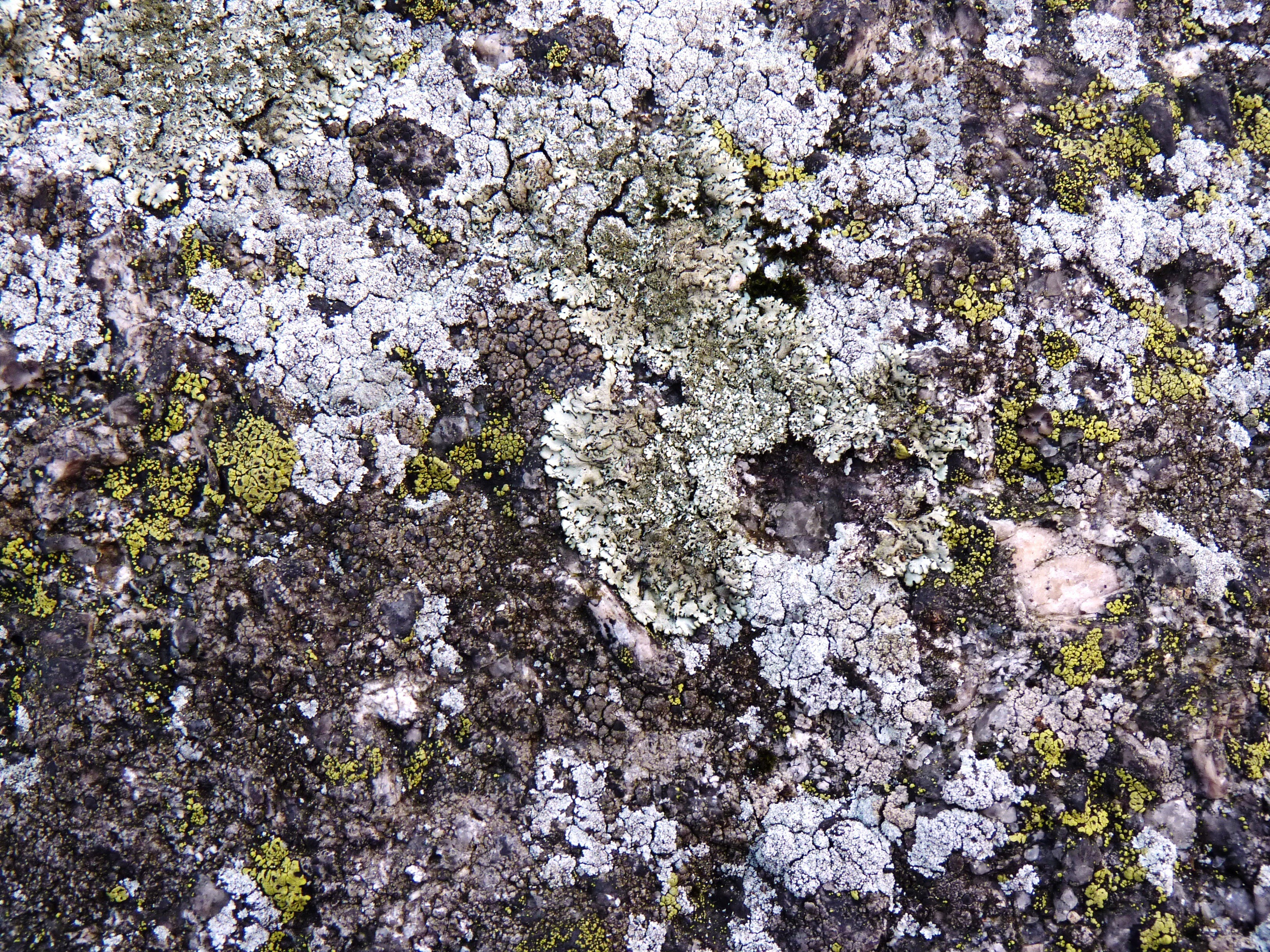
Lišejníky - Skalní hrad

Národní přírodní rezervace Jizerskohorské bučiny je jednou z mála částí Jizerských hor, která se vlivem svažitého terénu z velké části vyhnula mohutnému přetváření člověkem. A právě tyto málo pozměněné lesní porosty jsou předmětem dnešní ochrany.
Nejvíce zastoupenými byli v minulosti smrk ztepilý (Picea abies), jedle bělokorá (Abies alba) a buk lesní (Fagus sylvatica), kdy smrk se vyskytoval v drsných horských polohách. Mezi doprovodné dřeviny patřil zejména javor klen (Acer pseudoplatanus) či jeřáb ptačí (Sorbus aucuparia).
Papratkové smrčiny, zasahující do NPR, vyžadují vlhké a chladné klimatické podmínky. Jak již název napovídá, převládající rostlinou podrostu je papratka horská (Athyrium distentifolium). Dále se zde objevuje např. ptačinec hajní (Stellaria nemorum), sedmikvítek evropský (Trientalis europaea), podbělice alpská (Homogyne alpina), čípek objímavý (Streptopus amplexifolius), šťavel kyselý (Oxalis acetosella), třtina chloupkatá (Calamagrostis villosa), kapraď rozložená (Dryopteris dilatata) či brusnice borůvka (Vaccinium myrtillus).
Pro květnaté bučiny je typický lýkovec jedovatý (Daphne mezereum).

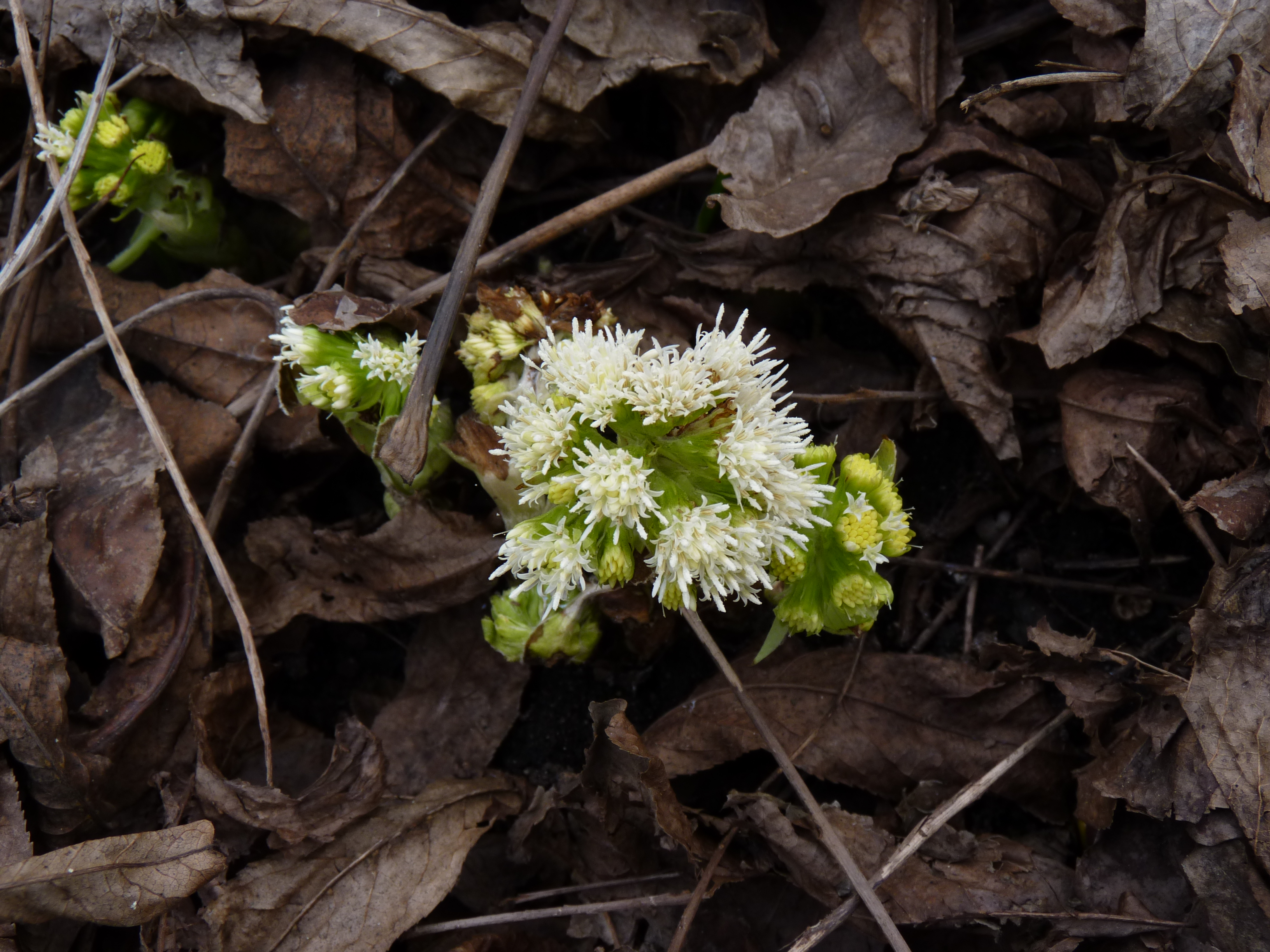
Devětsil bílý

Horské kleno-bukové lesy, adaptované na vlhké a stinné podmínky, zahrnují z dřevin krom javoru klenu a buku ještě jasan ztepilý (Fraxinus excelsior).

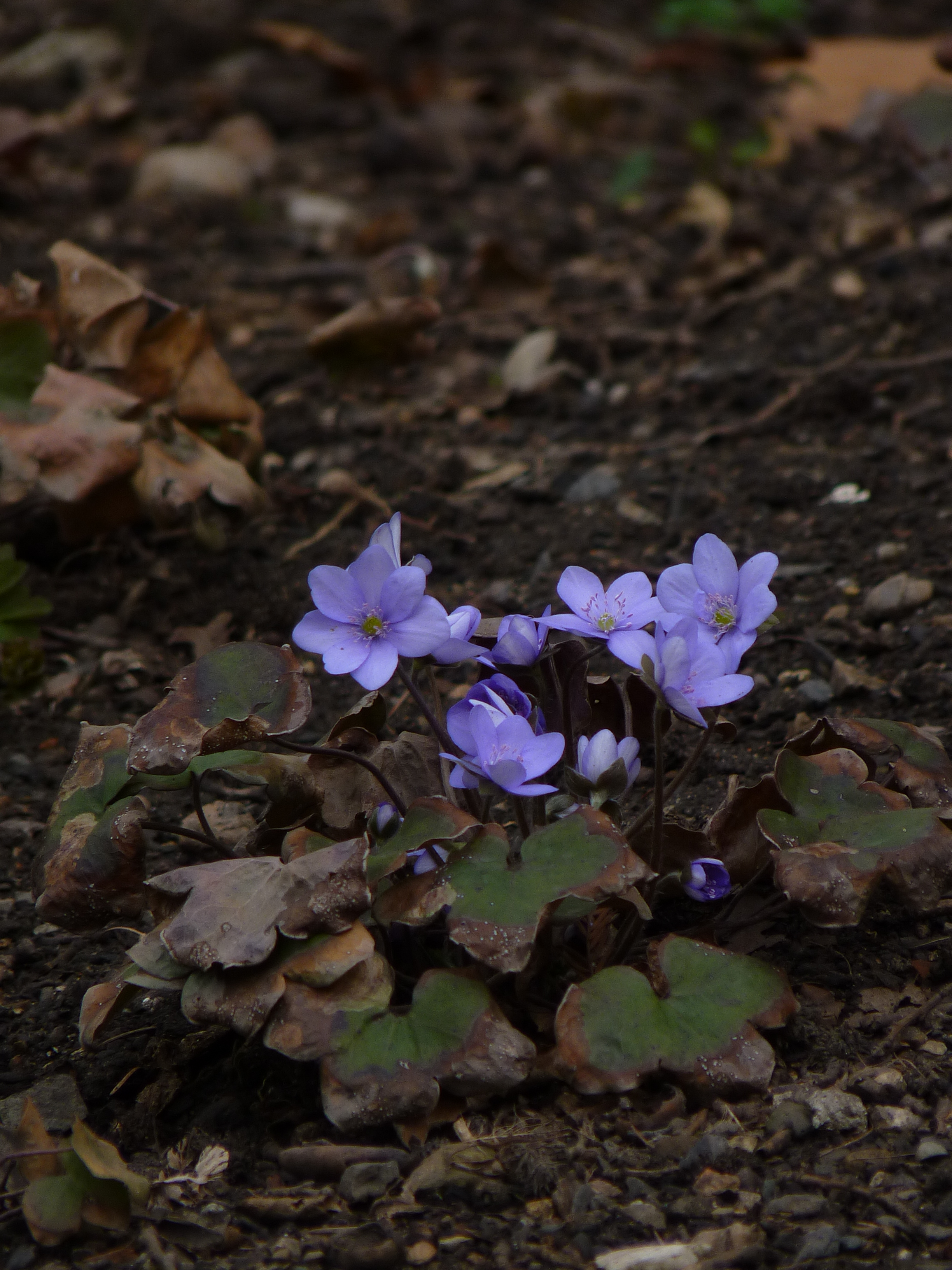
Jaterník podléška

Maloplošně se v NPR vyskytují také suťové lesy zastoupené mimo jiné jilmem horským (Ulmus glabra), jedlí či lípou velkolistou (Tilia platyphyllos). Bez hroznatý (Sambucus racemosa), zimolez černý (Lonicera nigra) a maliník (Rubus idaeus) zastupují keřové patro. V bylinném patru je velký výskyt kapradin jako je např. kapraď samec (Dryopteris filix-mas), kapraď rozložená (Dryopteris dilatata), papratka samičí (Athyrium filix-femina), papratka horská (Athyrium distentifolium) či bukovinec kapraďovitý (Gymnocarpium dryopteris). Z dalších bylin zde můžeme nalézt bažanku vytrvalou (Mercurialis perenis), mařinku vonnou (Asperula odorata), pitulník horský (Galeobdolon montanum), věsenku nachovou (Prenanthes purpurea). Na dusík bohaté půdy hostí řadu nitrofilních druhů jako kakost smrdutý (Geranium robertianum), netýkavka nedůtklivá (Impatiens noli-tangere), čistec lesní (Stachys sylvatica), kopřiva dvoudomá (Urtica dioica) nebo kuklík městský (Geum urbanum). Ze vzácných druhů zde můžeme nalézt měsíčnici vytrvalou (Lunaria rediviva), lilii zlatohlávek (Lilium martagon), kyčelnici devítilistou (Dentaria eneaphyllos) či kokořík mnohokvětý (Polygonatum multiflorum).
Horské bučiny zaujímají mírné svahy s vlhkou půdou. Bylinné patro tohoto společenstva je velmi chudé a nejrozšířenější bylinou je třtina chloupkatá. Občas se může vyskytnout kokořík přeslenitý (Polygonatum verticillatum), podbělice alpská či sedmikvítek evropský.
Nejchudší typ bučin se rozkládá na nižších polohách svahů. V bylinném patru převládá metlička křivolaká (Avenella flexuosa), místy bika hajní (Luzula luzuloides) a pstroček dvoulistý (Maianthemum bifolium). Na některých místech může docházet k hromadění humusu a zde je pak možno nalézt i violku lesní (Viola reichenbachiana), šťavel kyselý nebo bažanku vytrvalou. Acidofilní bučiny, osídlující strmé svahy, jsou co do rozmanitosti bylinného patra velmi chudé. Vyskytuje se zde jen pár acidofilních druhů jako metlice trsnatá (Deschampsia cespitosa), celík zlatobýl (Solidago virgaurea) a třtina rákosovitá (Calamagrostis arundinacea).
Maloplošně se v NPR vyskytují také jedliny. Bylinné patro je kombinací bylin vyskytujících se v bučinách a na vlhkých stanovištích. Dá se zde nalézt např. žebrovice různolistá (Blechnum spicant), vrbina hajní (Lysimachia nemorum) nebo škarda bahenní (Crepis paludosa).
Společenstva pramenišť jsou v oblasti zastoupena mléčivcem alpským (Cicerbita alpina), violkou dvoukvětou (Viola biflora). Dále se zde vyskytuje devětsil bílý (Petasites albus), krabilice chlupatá (Chaerophyllum hirsutum), ostřice řídkoklasá (Carex remota), mokrýš střídavolistý (Chrysosplenium alternifolium), mokrýš vstřícnolistý (Chrysosplenium oppositifolium), ptačinec mokřadní (Stellatia alsine), vrbina obecná (Lysimachia vulgaris), kozlík bezolistý (Valeriana sambucifolia) nebo rozrazil potoční (Veronica beccabunga).
Jasanové olšiny, které v nejnižších polohách území zastupují lužní lesy, jsou typické dominantní olší lepkavou (Alnus glutinosa), která je doprovázena jasanem ztepilým či topolem osikou (Populus tremola). Střemcha obecná (Padus avium), krušina olšová (Frangula alnus) a vrby (Salix spp.) zde zastupují keřové patro. Ze zástupců bylinného patra můžeme zmínit orsej jarní (Ficaria verna).
Dubové lesy v dnešní době zaujímají jen velmi malou plochu na okrajích lesů či jako remízky v zemědělské krajině. Stromové patro je kromě dubu zastoupeno také habrem obecným (Carpinus betulus), lípou srdčitou (Tilia cordata), třešní ptačí (Cerasus avium) nebo osikou. Hlohy (Crateagus spp.), líska obecná (Corylus avellana) a brslen evropský (Eonymus europaeus) tvoří patro keřové. V patru bylinném nalezneme jaterník podléšku (Hepatica nobilis), konvalinku vonnou (Convallaria majalis) nebo kokořík mnohokvětý.

### Fauna
Skalní útvary a řídký porost na okraji rezervace je stanovištěm příhodným jak pro druhy lesní, tak pro druhy biotopů otevřenějších. Lze zde nalézt např. okáče rudopásného (Erebia euryale), ještěrku živorodou (Lacerta vivipara), zmiji obecnou (Vipera berus), krkavce velkého (Corvus corax), výra velkého (Bubo bubo) nebo rehka domácího (Phoenicurus ochruros).
Vodní druhy jsou přizpůsobeny prudkému spádu vodních toků na území NPR. Svůj vývoj v horských potocích prodělávají životní stádia chrostíků (Trichoptera) či pošvatek (Plecoptera). Střevlíčci (Nebria rufescens a Nebria jockischihoepfneri) jsou vázáni na břehy potoků. Skorec vodní (Cinclus cinclus) a konipas horský (Motacilla cinerea) zde zastupují ptáky. Dále zde můžeme potkat rejska horského (Sorex alpinus).
Z bezobratlých můžeme v bučinách nalézt martináče bukového (Aglia tau), bělopáska topolového (Limenitis populi), babočku osikovou (Nymphalis antiopa), batolce duhového (Apatura iris) a různé brouky jako tesaříčky, roháčky či zdobence. Konkrétně to může být např. roháček bukový (Sinodendron cylindricum), roháček kovový (Platycerus caprea), zdobenec zelený (Gnorimus nobili), zdobenec skvrnitý (Trichius fasciatus), tesaříčci (Stictoleptura scutellata a Leptura quadrifasciata), střevlík lesní (Carabus sylvestris), střevlík fialový (Carabus violaceus), střevlík nosatý (Cychrus attenuatus) či chráněný střevlík polní (Carabus arvensis).
Z obojživelníků a plazů můžeme v bučinách narazit na mloka skvrnitého (Salamandra salamandra) nebo slepýše křehkého (Anguis fragilis).

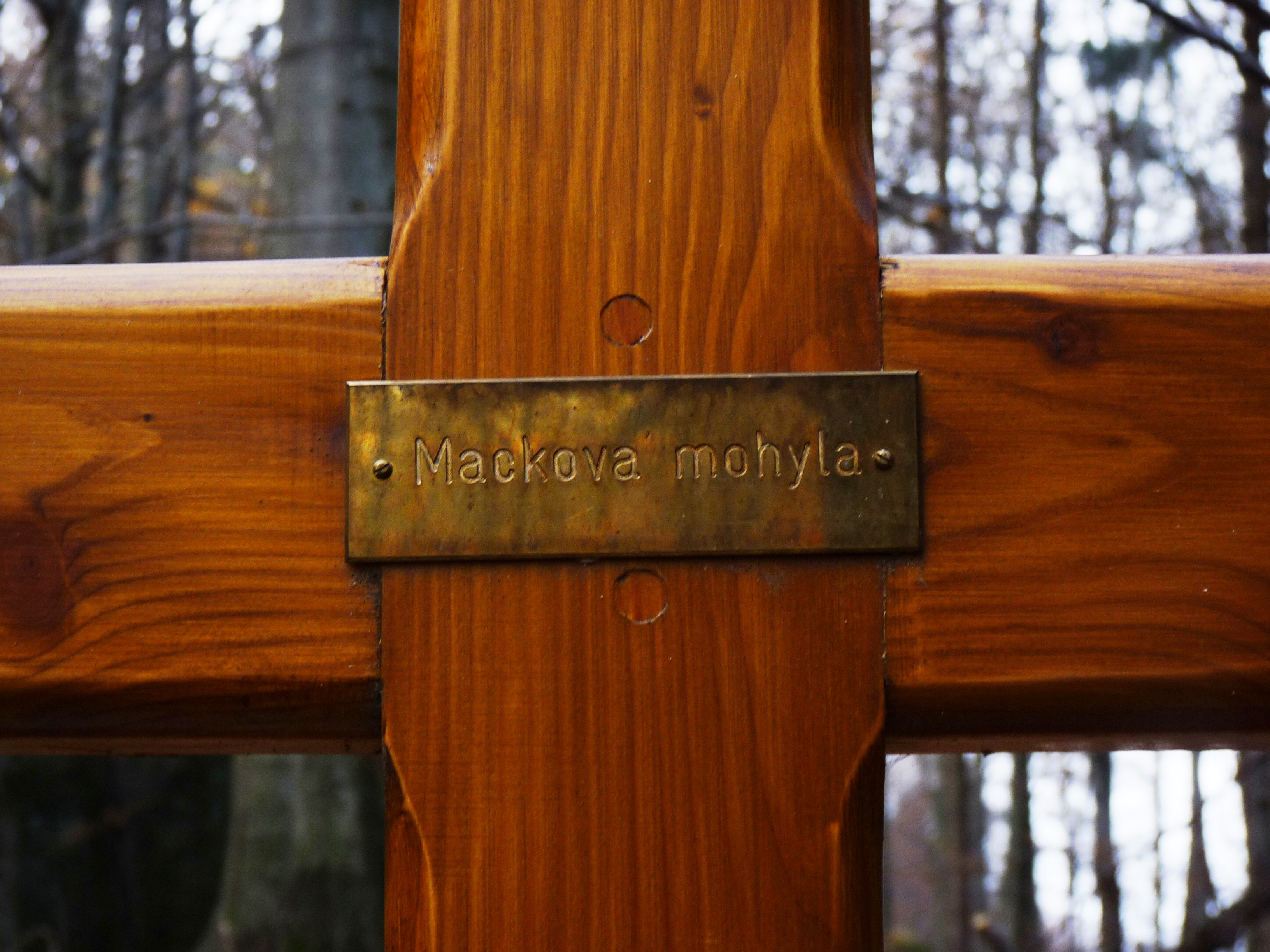
Mackova mohyla - detail

Bučiny poskytují útočiště mnoha druhům ptáků, jako např. čáp černý (Ciconia nigra), káně lesní (Buteo buteo), jestřáb lesní (Accipiter gentilis), včelojed lesní (Pernis apivorus), luňák červený (Milvus milvus), ostříž lesní (Falco subbuteo), datel černý (Dryocopus martius), žluna zelená (Picus viridis), žluna šedá (Picus canus), strakapoud velký (Dendrocopos major), holub doupňák (Columba oenas), sýc rousný (Aegolius funereus), sýkora koňadra (Parus major), sýkora modřinka (Parus caeruleus), sýkora babka (Parus palustris), brhlík lesní (Sitta europaea), lejsek malý (Ficedula parva), lejsek černohlavý (Ficedula hypoleuca), rehek zahradní (Phoenicurus phoenicurus).
Ze savců se v bučinách vyskytují rejsek obecný (Sorex araneus), rejsek malý (Sorex minutus), norník rudý (Clethrionomys glareolus), myšice lesní (Apodemus flavicollis), plšík lískový (Muscardinus avellanarius), plch velký (Glis glis), netopýr velkouchý (Myotis bechsteini), liška obecná (Vulpes vulpes), kuna lesní (Martes martes), jelen evropský (Cervus elaphus).
Jedinou velkou vodní plochou na území NPR je Šolcův rybník, v jehož podmínkách přežívá životaschopná populace raka říčního (Astacus astacus). Dále se zde vyskytuje škeble rybničná (Anodonta cygnea), skokan hnědý (Rana temporaria), ropucha obecná (Bufo bufo), čolek obecný (Triturus vulgaris), čolek horský (Triturus alpestris). Z ptačích druhů, které se vyskytují v blízkosti rybníka, je možno nalézt potápku malou (Tachybaptus ruficollis), lysku černou (Fulica atra), kachnu divokou (Anas platyrhynchos), volavku popelavou (Ardea cinerea) a kulíka říčního (Charadrius dubius). Mezi bezobratlé vázané na vodní plochu patří potápník vroubený (Dytiscus marginalis), 17 druhů vážek, jako vážka žlutoskvrnná (Orthetrum coerulescens), vážka tmavá (Sympetrum danae), vážka jarní (Sympetrum fonscolombei) nebo vážka podhorní (Sympetrum pedemontanum).

## Hospodaření

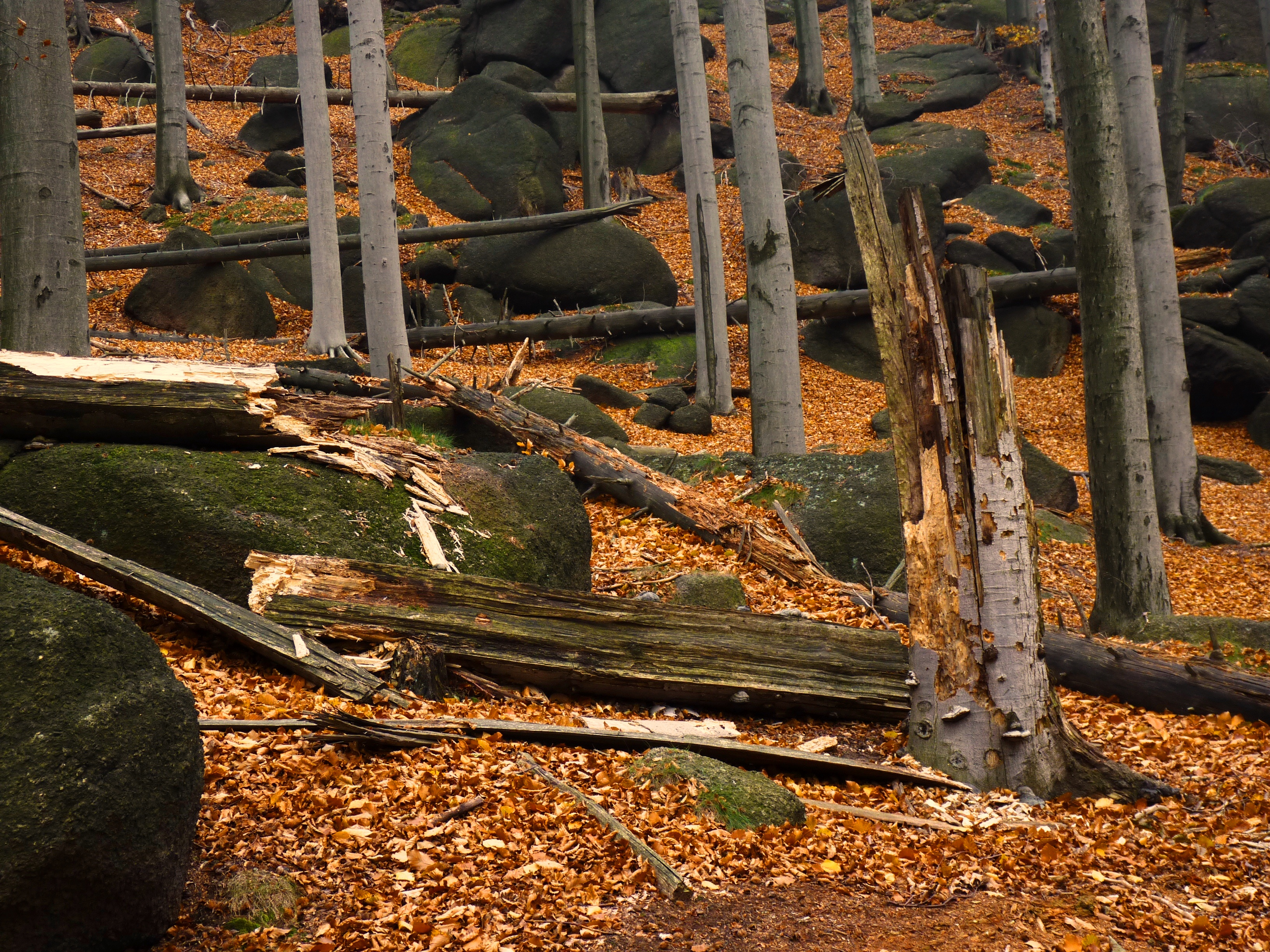
Mrtvé dřevo

Jedním ze zásadních problémů je přemnožení spárkaté zvěře, která okusem zabraňuje zmlazování porostů a rozšíření vzácnějších dřevin a její stavy by měly být výrazně sníženy. Dále by měla být vyvinuta snaha o likvidaci zbytkové populace muflona, který byl v Jizerských horách uměle vypuštěn. Stejně tak by měla vést snaha k likvidaci invazních a expanzivních druhů jako jsou např. psík mývalovitý, norek americký či z rostlin křídlatka, bolševník nebo netýkavka.
K zachování současného, přírodě velmi blízkého stavu slouží vypracovaný Plán péče, který například zastává jemné přístupy při lesnickém hospodaření v ochranném pásmu. Management by měl směřovat k bezzásahovému hospodaření v jádrových oblastech. Tento postup zahrnuje, mimo jiné, také ponechání mrtvé dřevní hmoty v oblasti, která je velmi prospěšná jednak pro hnízdění ptačích druhů, pro mnohé bezobratlé a také pro vzácné druhy hub.
V současné době je aktivní projekt 10 000 listnáčů pro Jizerské hory a dřeviny z oblasti národní přírodní rezervaci slouží jako zdroj vhodného genetického materiálu.
Hospodaření v národní přírodní rezervace musí být v souladu s postupy pro EVL, kterou Jizerskohorské bučiny jsou díky zařazení v programu Natura 2000. V oblasti Šolcova rybníka by měla být pozornost zaměřena na kontrolu rybí osádky a případný odlov nevhodných druhů, jejichž přítomnost může ohrozit vývoj zde se vyskytujících obojživelníků. U obojživelníků by bylo vhodné zhotovení bariéry, ať již trvalé či přechodné, pro období jarní migrace.
Z legislativních kroků jsou připravovány podklady k vyhlášení Přírodní památky Meandry Štolpichu.